# U 670
U 670 war ein deutsches Unterseeboot des Typs VII C. Dieser Typ wurde auch „Atlantikboot“ genannt. Das Boot sollte durch die deutsche Kriegsmarine während des Zweiten Weltkriegs im U-Boot-Krieg verwendet werden, sank aber, bevor es zum Einsatz kommen konnte.

## Technische Daten
Die Werft der Howaldtswerke in Hamburg stellte nach Kriegsbeginn ihre Produktion ganz auf den U-Bootbau um. Geplant war ein jährlicher Ausstoß von 16 U-Booten, der sich ab Mitte 1943 auf 22 Boote erhöhen sollte. Diese Zahlen konnten jedoch nie erreicht werden. Eines der zehn Boote, die im Jahr 1942 abgeliefert wurden, war U 670. Es war 67 m lang und hatte eine Verdrängung von 865 m³ unter Wasser. Es wurde über Wasser von zwei Dieselmotoren angetrieben, die eine Geschwindigkeit von 17 kn ermöglichten. Unter Wasser erbrachten zwei Elektromotoren eine Geschwindigkeit von 7 kn. Die Bewaffnung bestand aus einer 8,8-cm-Kanone und einer 2,0-cm-Flak an Deck sowie vier Bugtorpedorohren und einem Hecktorpedorohr.

## Geschichte
U 670 wurde nach der Indienststellung von Hamburg durch den Nord-Ostsee-Kanal nach Kiel überführt, dem Stützpunkt der 5. U-Flottille, der das Boot als Ausbildungsboot unterstellt wurde. Es folgten zunächst Erprobungs-, dann  Ausbildungsfahrten in der Ostsee, zum Einfahren des Bootes und zum Training der Besatzung.

### Untergang
Das Boot kollidierte am 20. August 1943 um 23:30 Uhr in der Danziger Bucht mit der Bolkoburg, einem Zielschiff, das für Schießübungen eingesetzt wurde. 21 Mann von U 670 kamen ums Leben, 22 Besatzungsmitglieder überlebten den Untergang des Bootes.
Zu den Überlebenden gehörte auch Kommandant Oberleutnant zur See Hyronimus. Er stellte im Oktober 1943 U 678 in Dienst, mit dem er am 6. Juli 1944 im Ärmelkanal vor Brighton versenkt wurde.